# Paredes (freguesia)
Paredes es una freguesia portuguesa del concelho de Paredes, en el distrito de Oporto y área metropolitana de esta ciudad, con 21,51 km² de superficie y 19 384 habitantes (2011). Su densidad de población es de 922,1 hab/km².

## Historia
Fue creada el 28 de enero de 2013 en aplicación de una resolución de la Asamblea de la República de Portugal promulgada el 16 de enero de 2013 con la unión de las freguesias de Besteiros, Bitarães, Castelões de Cepeda, Gondalães, Madalena, Mouriz y Vila Cova de Carros, pasando su sede a estar situada en la antigua freguesia de Castelões de Cepeda.